# Torzsa
Torzsa (szerbül Савино Селo / Savino Selo, németül Torschau) település Szerbiában, a Vajdaságban, a Dél-bácskai körzetben, Verbász községben.

## Fekvése
Verbásztól 12 km-re délnyugatra, Kúlától 10 km-re délre fekszik.

## Története
Nevét 1455-ben említette először oklevél Thorzateleke néven, mint a Sulyok testvérek birtokát.
1522-ben, Bács vármegye dézsmalajstromában Tharcsa néven említették, 29 adózóval. 1590-ben a török defterek is említették a bácsi nahijében 10 adózó házzal, de idővel elpusztult és az 1700. évi Olber-féle összeírás csak pusztának írta, és a török időkben az érseknek még adózott.
1768-ban a kamarai térképen Torzsa területéből 1312 hold Deszpotszentivánhoz tartozott, mely e falu határának északkeleti részét alkotta. Ezalatt feküdt Szentpéterpuszta egy régi templommal. E két pusztától nyugatra volt Taranyapuszta. Deszpotszentiván 1772. évi úrbéri rendezésekor Torzsa pusztát a falu határához csatolták. A pusztából azonban nemsokára ismét önálló helység lett.
1784-ben a kincstár deszpot-szent-iváni három említett pusztát a falutól elkülönítette, és németeket telepített ide, ezután a pusztára épült új helységet eddigi nevéről Torzsa névre változtatták. Az ide telepítettek "Reich"-ból jött evangélikus és református németek voltak és 1794. november 1-ig, vagyis tíz évi teljes adómentességet kaptak és számukra ezenkívül 250 lakóházat is építettek. A nagy számban érkező betelepülőket 1784. nyarán nem tudták mind elhelyezni ezért egy télen át a szomszédos falvak lakóinál voltak elszállásolva családonként 1-1 1/2 krajcár napi díjért.
1785-ben az evangélikusok már egyházilag is szervezkedtek. Deszpotszentivánt 1785-ben már újra rendezték úrbérileg, és Torzsa pusztának egy része is övé maradt, az 1826. évi kamarai kimutatás szerint. Úrbáriuma az új Torzsa falunak csak 1802. október 21-ike óta van.
1828-ban Torzsán 330 házban 704 lakos élt. Ebből 211 gazda, 119 házas és 27 házatlan zsellér, 38 iparos volt.
Az iparos céhek, kovácsok, lakatosok, kerékgyártók, kádárok és a többi iparosok 1816-ban kaptak szabadalmat.
A település pecsétjén csoroszla, szántóvas, három kalász, sarló, kasza van egy sorban; alattuk szőlőtő, kapa és metszőkés. "Sigil R. C. Poss. Torzsa. 1819." felirattal.
1910-ben 3883 lakosából 495 magyar, 2949 német, 205 szlovák volt. Ebből 377 római katolikus, 1412 református, 1847 evangélikus volt.
A trianoni békeszerződés előtt Bács-Bodrog vármegye Kúlai járásához tartozott.
Torzsa a második világháború végéig német többségű település volt, ekkor azonban a jugoszláv hatóság kollektív bűnösség vádjával deportálta őket, s helyükre szerbeket és montenegróiakat telepített. A németek felerészben református, felerészben pedig evangélikus vallásúak voltak. A református templomot a kitelepítésük után lerombolták, az evangélikus templom viszont ma is áll, igen elhagyatott állapotban. A magyarok római katolikus vallásúak, csak egy kisebb imaházuk van.

### Taranya
A falu határában állt egykor Taranya, mára már elpusztult település is.
Taranya faluról kevés adat maradt fenn. Neve 1414-ben a Taranyai család nevében, 1431-ben pedig a Vajda család előnevében bukkant fel.

## Népesség

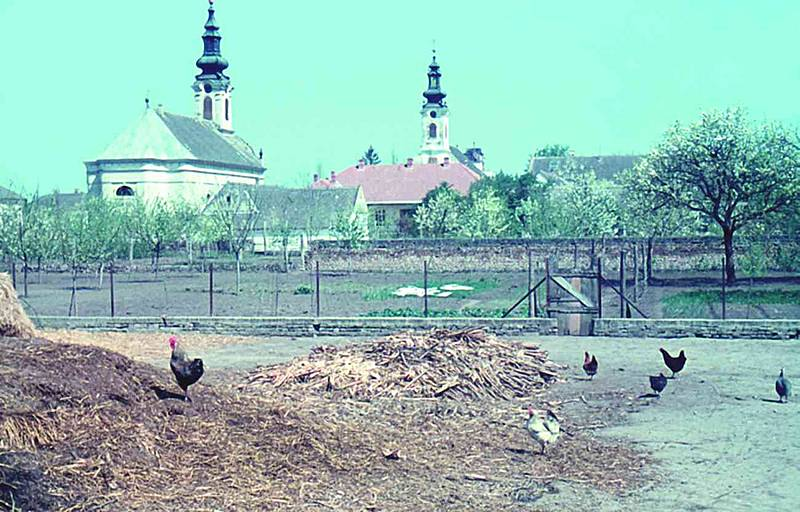
Az evangélikus és a református templom a falu virágkorában

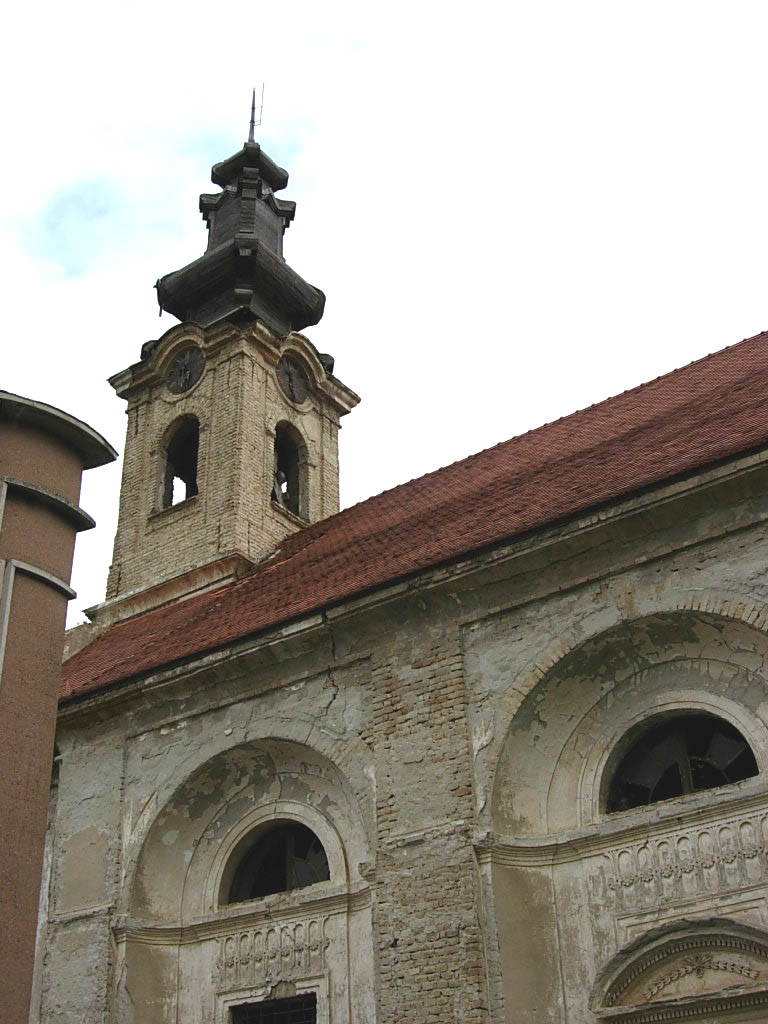
Az evangélikus templom ma

### Demográfiai változások
| 1948 | 1953 | 1961 | 1971 | 1981 | 1991 | 2002 | 2011 |
| ---- | ---- | ---- | ---- | ---- | ---- | ---- | ---- |
| 4848 | 4437 | 4905 | 3856 | 3575 | 3592 | 3331 | 2957 |

## Neves torzsaiak
- Itt született 1889. december 6-án Fröhlich Pál fizikus, egyetemi tanár, az MTA levelező tagja
- Itt született 1901. február 6-án Ordass Lajos mártírsorsú magyar evangélikus püspök